# James Chandler (écrivain)
James Chandler (né le 17 janvier 1948) est un écrivain et professeur américain spécialiste de littérature et de cinéma.

## Biographie
James Chandler est l'auteur de livres sur les romantiques anglais dont Wordsworth's Second Nature en 1984, England in 1819: The Politics of Literary Culture and the Case of Romantic Historicism, avec qui il remporte, en 2000, le prix Gordon J. Laing Award (en) et An Archeology of Sympathy: The Sentimental Mode in Literature and Cinema en 2013 qui étudie la continuité entre la culture romantique des sentiments et les films du 20e siècle
Il enseigne la littérature anglaise à l'université de Chicago et a été directeur du Franke Institute for the Humanities (en).